# 佩尔斯多夫
佩尔斯多夫是奥地利施蒂利亚州费尔德巴赫县的一个市镇。总面积5.62平方公里，总人口377人，人口密度67.1人/平方公里（2001年）。